# 三菱MU-2
三菱MU-2為三菱重工業於1963年開始生產的一種高單翼，以雙引擎渦輪螺旋槳發動機所驅動的航空器，配備有加壓機艙，是戰後日本研發最成功的飛機之一。除了在日本，部分是在美國德克薩斯州聖安吉洛生產。

## 開發

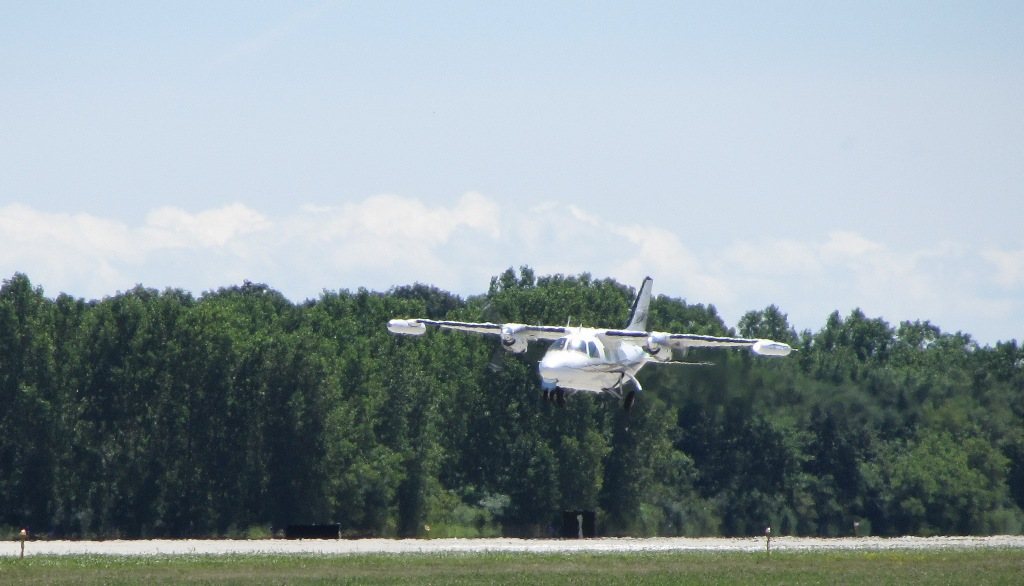
MU-2降落

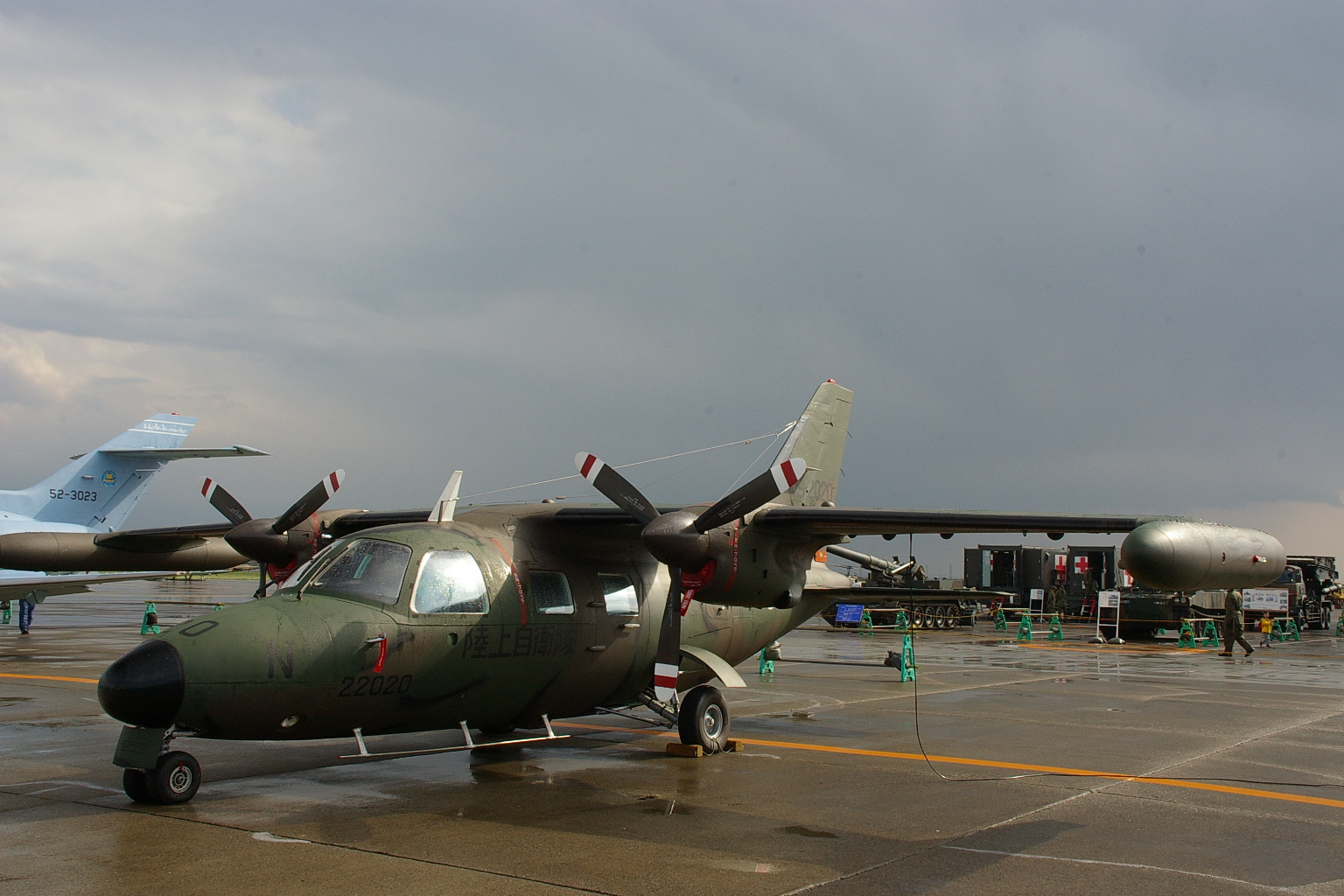
陸上自衛隊的LR-1

三菱重工業於戰後第一個航空器設計－MU-2的開發，始於1956年。在韓戰後，三菱得到許可授權製造F-86戰鬥機與H-19直升機，讓日本產業界對航空產業恢復信心。在F-X計畫執行間，日本多度派員到美國考察，三菱重工的池田研爾課長發現在美國有相當多的民用螺旋槳小飛機，他認為這種飛機三菱也能研製，返國後便積極向高層與他旗下的工程師說明，池田的構想是研發一款使用渦輪軸發動機帶動的螺旋槳小飛機，可軍民通用，因此也有外銷的商機。
決定開發小飛機的三菱重工並沒有直接自歐美國家引進技術，它們則是先從庫存的資料中尋找可用素材。最後三菱工程師找到了三菱Ki83戰鬥機相關設計，結合歐美國家的相關資料進行開發。
MU-2設計成輕型雙發渦槳貨機，適用於各種民用和軍事角色，首飛於1963年9月14日。第一架MU-2，和三架建造了的MU-2A，搭載了透博梅卡Astazou發動機。1965年2月19日，MU-2A完成日本運輸省航空局的適航考核。隨後三菱開始打造外銷美國市場的MU-2B。MU-2B的特色是更換美國廠商蓋瑞特發動機公司的渦輪軸發動機，MU-2B在1965年11月完成美國聯邦航空總署的適航認證，1966年開始在美國市場銷售。
搭載加勒特發動機的民用MU-2被認證為MU-2B的變體，使用MU-2B的名稱後加一個數字。出於營銷目的，每個變體被賦予了不同的後綴字母；例如，MU-2B-10，被銷售為MU-2D，而MU-2B-36A則被銷售為MU-2N。

## 性能規格 (MU-2L)
参考资料：Jane's All The World's Aircraft 1976-77
基本信息
- 机组：1至2
- 容量：4至12

性能